# Microtus oaxacensis
Microtus oaxacensis је сисар из реда глодара и породице хрчкова (лат. Cricetidae).

## Распрострањење
Мексико је једино познато природно станиште врсте.

## Станиште
Врста Microtus oaxacensis има станиште на копну.

## Угроженост
Ова врста се сматра угроженом.

### Популациони тренд
Популација ове врсте се смањује, судећи по расположивим подацима.